# Cetiozaury
Cetiozaury (Cetiosauridae) – rodzina dinozaurów z grupy zauropodów.
Były to średniej wielkości bazalne euzauropody. Żyły w okresie jury na wszystkich kontynentach. W epokach późnej jury i wczesnej kredy z przedstawicieli cetiozaurów wyewoluowały inne grupy zauropodów, których jednak nie zalicza się do Cetiosauridae – rodzina cetiozaurów jest zatem taksonem parafiletycznym.
Rodzaje cetiozaurów:
- Amygdalodon
- cetiozaur (Cetiosaurus)
- chebzaur (Chebsaurus)
- ?Chuanjiesaurus
- „Lancanjiangosaurus” (nomen nudum)
- patagozaur (Patagosaurus)
- protognatozaur (Protognathosaurus)
- ?retozaur (Rhoetosaurus)
- szunozaur (Shunosaurus)